# Gran Premi Ciutat de Mòdena
El Gran Premi Ciutat de Mòdena va ser una cursa ciclista d'un dia que es disputa a Mòdena (Emília-Romanya). La primera edició data del 1996 i formà part del calendari de l'UCI Europa Tour, de 2005 a 2010.
Al llarg de la seva història va tenir diferents noms:
- Gran Premio Città di Misano Adriatico (1996)
- Giro Colline del Chianti Val d'Elsa (2004)
- Gran Premio Città di Misano Adriatico (2005-2006)
- Memorial Viviana Manservisi–dalla Pianura alle Valli e Lidi di Comacchio (2007-2008)
- Gran Premio Città di Modena–Memorial Viviana Manservisi (2010)

## Palmarès
| Any  | Vencedor                  | Segon              | Tercer             |
| ---- | ------------------------- | ------------------ | ------------------ |
| 1996 | Nicola Minali             | Fabrizio Guidi     | Claudio Chiappucci |
| 2004 | Krzyszof Szczawinski      | Bo Hamburger       | Dario Frigo        |
| 2005 | Guillermo Rubén Bongiorno | Paride Grillo      | Brett Lancaster    |
| 2006 | Daniele Bennati           | Enrico Degano      | Paride Grillo      |
| 2007 | Danilo Napolitano         | Paride Grillo      | Giuseppe Palumbo   |
| 2008 | Alessandro Petacchi       | Mauro Abel Richeze | Enrico Rossi       |
| 2010 | Francesco Chicchi         | Manuel Belletti    | Elia Viviani       |